# Gaspar de Utrera
Gaspar de Utrera, właśc. Gaspar Fernández Fernández (ur. w 1932, zm. 26 lutego 2008) – hiszpański wokalista flamenco.